# (256) Walpurga
(256) Walpurga es un asteroide perteneciente al cinturón de asteroides descubierto el 3 de abril de 1886 por Johann Palisa desde el observatorio de Viena, Austria.
Está nombrado en honor de la religiosa benedictina Walburga de Heidenheim (710-779).